# OR51B4
OR51B4 (англ. Olfactory receptor family 51 subfamily B member 4) – білок, який кодується однойменним геном, розташованим у людей на короткому плечі 11-ї хромосоми. Довжина поліпептидного ланцюга білка становить 310 амінокислот, а молекулярна маса — 34 912.
| 10         |  | 20         |  | 30         |  | 40         |  | 50         |
| ---------- |  | ---------- |  | ---------- |  | ---------- |  | ---------- |
| MWYNNSAGPF |  | LLTGFLGSEA |  | VHYRISMSFF |  | VIYFSVLFGN |  | GTLLVLIWND |
| HSLHEPMYYF |  | LAMLADTDLG |  | MTFTTMPTVL |  | GVLLLDQREI |  | AHAACFTQSF |
| IHSLAIVESG |  | ILLVLAYDCF |  | IAIRTPLRYN |  | CILTNSRVMN |  | IGLGVLMRGF |
| MSILPIILSL |  | YCYPYCGSRA |  | LLHTFCLHQD |  | VIKLACADIT |  | FNHIYPIIQT |
| SLTVFLDALI |  | IIFSYILILK |  | TVMGIASGQE |  | EAKSLNTCVS |  | HISCVLVFHI |
| TVMGLSFIHR |  | FGKHAPHVVP |  | ITMSYVHFLF |  | PPFVNPIIYS |  | IKTKQIQRSI |
| IRLFSGQSRA |  |            |  |            |  |            |  |            |

A: Аланін

C: Цистеїн

D: Аспарагінова кислота

E: Глутамінова кислота

F: Фенілаланін

G: Гліцин

H: Гістидин

I: Ізолейцин

K: Лізин

L: Лейцин

M: Метіонін

N: Аспарагін

P: Пролін

Q: Глутамін

R: Аргінін

S: Серин

T: Треонін

V: Валін

W: Триптофан

Кодований геном білок за функціями належить до рецепторів, g-білокспряжених рецепторів, білків внутрішньоклітинного сигналінгу. 
Локалізований у клітинній мембрані, мембрані.